# Walther Löhlein
Walther Löhlein (* 5. Januar 1882 in Berlin; † 14. September 1954 in Essen) war ein deutscher Ophthalmologe und Hochschullehrer.

## Leben
Walther Löhlein wurde im Januar 1882 als Sohn des Gynäkologen Hermann Löhlein und seiner Ehefrau Emma geb. Kossmann in Berlin geboren. Die Familie zog 1888 nach Gießen, weil der Vater auf den Lehrstuhl der Hessischen Ludwigs-Universität gekommen war.
Nach dem Abitur am Landgraf-Ludwigs-Gymnasium studierte Löhlein von 1900 bis 1904 Medizin an der Rheinischen Friedrich-Wilhelms-Universität und der Hessischen Ludwigs-Universität, die ihn 1905 zum Dr. med. promovierte. Seit 1900 war er Mitglied der Burschenschaft Alemannia Bonn und wurde später auch Alter Herr der Burschenschaft Alemannia Münster. Ende 1907 kam er als Assistenzarzt an die Augenklinik der Königlichen Universität zu Greifswald. 1910 habilitierte er sich in Greifswald für Augenheilkunde. 1914 wurde er außerordentlicher Professor. Im Ersten Weltkrieg diente Löhlein als Kriegsfreiwilliger in verschiedenen Lazaretten. Von September 1914 bis August 1918 war er als Arzt an der Westfront tätig. Er wurde 1918 als Leiter der Augenklinik an die Landesuniversität Dorpat abkommandiert, kehrte jedoch im selben Jahr nach Greifswald zurück. Als sein Lehrer Paul Römer 1921 nach Bonn berufen wurde, wurde Löhlein im Wege einer Hausberufung ordentlicher Professor in Greifswald. Er folgte 1924 dem Ruf der Universität Jena und wurde Direktor der Universitätsaugenklinik. Für das akademische Jahr 1931/32 wurde er zum Rektor der Universität Jena gewählt.
1932 folgte er einem Ruf als Nachfolger von Theodor Axenfeld an die Albert-Ludwigs-Universität Freiburg. Am 12. April 1933 wurde er Dekan der Medizinischen Fakultät in Freiburg, weil der Jude Siegfried Thannhauser für dieses Amt nicht mehr in Frage kam. Als Nachfolger von Emil Krückmann wechselte Löhlein 1934 auf einen Lehrstuhl für Ophthalmologie an der Friedrich-Wilhelms-Universität Berlin. Im selben Jahr übernahm er den Vorsitz der Deutschen Ophthalmologischen Gesellschaft (DOG). 1936 gewann er den „Vierteljuden“ Hans Karl Müller als Oberarzt für seine Klinik. Löhlein galt als einflussreichster Ophthalmologe in der Zeit des Nationalsozialismus. Er war von 1934 bis 1948 Vorsitzender der DOG, Augenarzt von Adolf Hitler und Berater für Ophthalmologie beim Heeres-Sanitätsinspekteur. 1944 gehörte er dem Wissenschaftlichen Beirat des Bevollmächtigten für das Gesundheitswesen Karl Brandt an. Löhlein war von 1919 bis 1922 Mitglied der Deutschen Volkspartei. Er war förderndes Mitglied der SS, am 3. September 1940 beantragte er die Aufnahme in die NSDAP und wurde zum 1. Oktober desselben Jahres aufgenommen (Mitgliedsnummer 8.185.721).
Er musste im Dezember 1945 seinen Posten als Klinikleiter aufgeben, wurde aber am 29. Januar 1946 wieder als Direktor der Universitätsklinik für Augenkrankheiten, die nun in der Sowjetischen Besatzungszone lag, eingesetzt. 1949 legte er die Leitung endgültig nieder. Er war danach in einer Praxis in West-Berlin tätig und war Honorarprofessor an der Freien Universität Berlin. 1953 emeritiert, zog er zu seinen Kindern in Nordrhein-Westfalen. Von Juli 1949 bis Juni 1950 war er ordentliches Mitglied der Deutschen Akademie der Wissenschaften zu Berlin.
Er war verheiratet und hatte vier Kinder.
Walther Löhlein starb 1954 im Alter von 72 Jahren in Essen und wurde auf dem Waldfriedhof Dahlem in Berlin beigesetzt. Das Grab ist nicht erhalten.

## Ehrungen
- Ehrenmitglied der Ägyptischen Ophthalmologischen Gesellschaft (1936)
- Ehrendoktor der Universität Sofia (1937)
- Ehrenmitglied der Deutschen Ophthalmologischen Gesellschaft (1948)

## Veröffentlichungen
- Das letzte Semester der deutschen Universität Dorpat. Jena 1919.
- Die Entwicklung des Sehens. Jena 1931
- Zeitfragen der Augenheilkunde. Stuttgart 1938.
- Bilderprobetafel für Kinder (für die Ferne). Berlin, 4. Auflage 1948 (1. Auflage 1920).